# Catskillbergen

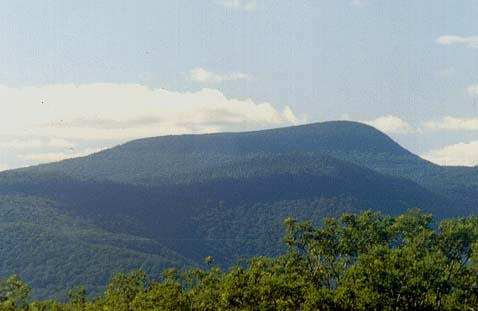
Slide Mountain sett från Ashokan High Point

Catskillbergen, engelska Catskill Mountains, är ett bergsområde i sydöstra delen av delstaten New York i USA, som hör till bergskedjan Appalacherna. Bergen sträcker sig över Ulster-, Greene-, Sullivan-, Delaware- och Schoharie County.
Catskillbergens högsta punkt heter Slide Mountain.